# Kooskia
La ville de Kooskia est située dans le comté d'Idaho, situé dans l'Idaho, aux États-Unis. Elle comptait 607 habitants lors du recensement de 2010. La municipalité s'étend alors sur 0,68 mille carré (1,76 km2).
Le nom de la ville est une abréviation de « koos-koos-kia », nom amérindien de la rivière Clearwater.

## Démographie
| 1900 | 1910 | 1920 | 1930 | 1940 | 1950 |
| ---- | ---- | ---- | ---- | ---- | ---- |
| 68   | 301  | 405  | 411  | 490  | 629  |

| 1960 | 1970 | 1980 | 1990 | 2000 | 2010 |
| ---- | ---- | ---- | ---- | ---- | ---- |
| 801  | 809  | 784  | 692  | 675  | 607  |